# Enrico Mariotti
Enrico Mariotti (Grosseto, 8 gennaio 1969) è un allenatore di hockey su pista ed ex hockeista su pista italiano.
È fratello minore di Massimo Mariotti.

## Carriera
Si è formato nel Circolo Pattinatori Grosseto vincendo tutti i titoli italiani giovanili. Dopo l'esordio in prima squadra nel 1984 si trasferisce a Reggio Emilia, quindi indossa le maglie di Amatori Vercelli, Hockey Club Monza, Hockey Seregno, Hockey Novara, vincendo 4 scudetti, 5 Coppa Italia, 3 Coppa CERS. Nel 1996 si trasferisce nella squadra spagnola più blasonata al mondo: il Barcellona, primo italiano nella storia a vestire la maglia blaugrana, con cui conquista la Coppa dei Campioni con il gol decisivo nella finale vinta 4-3 contro il F.C. Porto, Coppa Intercontinentale, Supercoppa Europea e 2 Ligas Españolas.
Dopo 3 stagioni passa al Reus Deportiu, sempre in Spagna, poi il ritorno in Italia, al Primavera Prato. In seguito ha militato con la squadra del Follonica Hockey con cui ha conquistato quattro scudetti, quattro Coppe Italia, una Coppa CERS, una Coppa Campioni e una Coppa Intercontinentale. Nel 2008 lascia Follonica per andare al Bassano 54, ma dopo sei mesi torna a giocare in Spagna nel Voltregà prima e nel Villafranca dopo. Nell'estate del 2010 passa al Ciabatti Legnami Castiglione (A2) dove svolge il doppio ruolo di allenatore/giocatore, questa esperienza dura sino al 5 gennaio 2011 quando firma per il CGC Viareggio, squadra allenata dal fratello Massimo con cui vince lo scudetto 2010/11. Al Forte dei Marmi gioca la sua ultima partita nel 2013 e nel 2014 diventa responsabile del settore giovanile del Reus Deportiu. La sua è la carriera del giocatore italiano più vincente di tutti i tempi avendo vinto tutti i titoli, con la Nazionale italiana conquista un Campionato Mondiale all'età di 19 anni, un Campionato Europeo e un Bronzo alle Olimpiadi di Barcellona 92, viene eletto "Miglior Giocatore al Mondo" al Mondiale di Sesto San Giovanni 93.

## Palmarès

### Giocatore

#### Club

##### Titoli nazionali
- Campionato italiano: 10

Seregno: 1990-1991
Novara: 1992-1993, 1993-1994, 1994-1995
Prato Primavera: 2002-2003
Follonica: 2004-2005, 2005-2006, 2006-2007, 2007-2008
CGC Viareggio: 2010-2011
- Coppa Italia: 10

Monza: 1988-1989
Novara: 1992-1993, 1993-1994, 1994-1995, 1995-1996
Prato Primavera: 2002-2003
Follonica: 2004-2005, 2005-2006, 2006-2007, 2007-2008
- Coppa di Lega: 1

Prato Primavera: 2001-2002
- Supercoppa italiana: 2

Follonica: 2005, 2006
- Campionato spagnolo: 2

Barcellona: 1997-1998, 1998-1999

##### Titoli internazionali
- CERH European League: 2

Barcellona: 1996-1997
Follonica: 2005-2006
- Coppa CERS/WSE: 5

Amatori Vercelli: 1987-1988
Monza: 1988-1989
Seregno: 1989-1990
Novara: 1992-1993
Follonica: 2004-2005
- Supercoppa d'Europa/Coppa Continentale: 1

Barcellona: 1997-1998
- Coppa Intercontinentale: 2

Barcellona: 1998
Follonica: 2007

#### Nazionale
- Campionato mondiale: 1

La Coruña 1988
- Campionato europeo: 1

Lodi 1990

#### Individuale
- Capocannoniere della Serie A/A1 (Stecca d'oro): 1
  - Seregno: 1990 (94 gol)

### Allenatore

#### Club

##### Titoli nazionali
- Coppa Italia: 1

Follonica: 2017-2018

##### Titoli internazionali
- CERH European League: 1

Reus Deportiu: 2016-2017